# Petr Kulhánek (politik)
Petr Kulhánek (* 14. dubna 1971 Karlovy Vary[zdroj?]) je český politik, od října 2024 ministr pro místní rozvoj ČR ve vládě Petra Fialy, v letech 2020 až 2024 hejtman Karlovarského kraje, v letech 2010 až 2018 primátor města Karlovy Vary. Je členem a od září 2024 také místopředsedou hnutí Karlovarská občanská alternativa.

## Život
Po absolvování Střední průmyslové školy elektrotechnické vystudoval Vysokou školu ekonomickou v Praze (získal titul Ing.).
Již při studiu byl zapojen do rodinného vydavatelství Promenáda. Později pracoval v Praze, a to ve společnosti HOPI a ve funkci ředitele divize logistiky pro společnost Makro Cash and Carry. V roce 2000 se vrátil zpět do vydavatelství Promenáda, kde od té doby zastává funkci ředitele. V letech 2005 až 2010 působil jako generální tajemník Světové federace novinářů a publicistů v cestovním ruchu FIJET, v Česku transformované do organizace Czech Travel Press.
Petr Kulhánek je ženatý a má dvě děti. Jeho otcem byl Vladimír Kulhánek, který byl v letech 1996 až 2004 senátorem za obvod č. 1 – Karlovy Vary.

## Politické působení
V roce 2006 spoluzaložil hnutí Karlovarská občanská alternativa (KOA) a úspěšně za něj kandidoval v komunálních volbách v roce 2006 do Zastupitelstva města Karlovy Vary. V letech 2006 až 2010 působil jako člen finančního výboru karlovarského zastupitelstva. Mandát zastupitele obhájil i v komunálních volbách v roce 2010, opět na kandidátce KOA. Vzhledem k tomu, že KOA vyhrála volby, byl jakožto její lídr zvolen v listopadu 2010 primátorem statutárního města Karlovy Vary.
Do vyšší politiky vstoupil, když byl v krajských volbách v roce 2012 zvolen jako člen KOA zastupitelem Karlovarského kraje na kandidátce subjektu „TOP 09 a Starostové pro Karlovarský kraj“. Ve volbách v roce 2016 vedl v Karlovarském kraji společnou kandidátku KOA, STAN, KDU-ČSL a TOP 09. Mandát krajského zastupitele se mu podařilo obhájit.
Ve volbách do Poslanecké sněmovny PČR v roce 2013 kandidoval v Karlovarském kraji za TOP 09 a STAN, ale neuspěl.
V komunálních volbách v roce 2014 vedl kandidátku Karlovarské občanské alternativy (KOA), která vyhrála volby a on tak obhájil post zastupitele města. Dne 4. listopadu 2014 byl po druhé zvolen primátorem města Karlovy Vary. V roce 2014 zvolen předsedou Sdružení lázeňských míst ČR a od roku 2015 je místopředsedou Svazu měst a obcí pro evropské záležitosti a cestovní ruch.
Ve volbách do Poslanecké sněmovny PČR v roce 2017 byl z pozice člena KOA lídrem kandidátky hnutí STAN v Karlovarském kraji, ale neuspěl.
V komunálních volbách v roce 2018 byl lídrem kandidátky hnutí KOA do Zastupitelstva města Karlovy Vary, post zastupitele obhájil. Koalici však vytvořilo vítězné hnutí ANO, druhé hnutí Karlovaráci a páté uskupení „Občanská demokratická strana s podporou Strany soukromníků ČR a Mladých konzervativců“. Novou primátorkou byla dne 13. listopadu 2018 zvolena Andrea Pfeffer Ferklová (nestranička za ANO).
Ve volbách do Evropského parlamentu v květnu 2019 kandidoval jako člen hnutí KOA na 12. místě kandidátky subjektu s názvem „Starostové (STAN) s regionálními partnery a TOP 09“, ale nebyl zvolen.
V krajských volbách v roce 2020 byl v Karlovarském kraji lídrem společné kandidátky KOA, hnutí STAN, Volba pro město Cheb, TOP 09 a Zelených. Mandát krajského zastupitele se mu podařilo obhájit. Po více než dvouměsíčním jednání byl dne 14. prosince 2020 zvolen hejtmanem Karlovarského kraje, získal 24 hlasů od 44 zastupitelů. Ve funkci nahradil Petra Kubise z hnutí ANO 2011. Koalici vytvořilo druhé uskupení „STAN – Starostové a nezávislí společně s KOA, VPM Cheb a TOP 09“, třetí Piráti, čtvrté uskupení „Koalice ODS a KDU-ČSL s podporou Soukromníků“, páté hnutí HNHRM, sedmé uskupení „VOK – Volba pro kraj s podporou hnutí Karlovaráci“ a osmé „Sdružení nezávislých kandidátů 1 – Starostové našeho kraje“.
Ve volbách do Senátu PČR v roce 2022 kandidoval za KOA v obvodu č. 1 – Karlovy Vary, ale nebyl zvolen, když se s 12,31 % umístil na 5. místě, a nepostoupil tak do druhého kola.
V komunálních volbách v roce 2022 kandidoval do zastupitelstva Karlových Varů z 9. místa kandidátky hnutí KOA. Mandát zastupitele se mu podařilo obhájit, vlivem preferenčních hlasů skončil první. V říjnu 2023 byl zvolen z pozice člena hnutí KOA lídrem kandidátní listiny hnutí STAN v krajských volbách v září 2024 do Zastupitelstva Karlovarského kraje. Mandát krajského zastupitele se mu podařilo obhájit. V září 2024 se stal místopředsedou hnutí KOA. Dne 1. listopadu 2024 jej v křesle hejtmana Karlovarského kraje vystřídala Jana Mračková Vildumetzová z hnutí ANO.
V říjnu 2024 byl nominován hnutím STAN na pozici ministra pro místní rozvoj ČR, a to na místo po Ivanu Bartošovi z České pirátské strany, která odešla z vlády Petra Fialy do opozice. Dne 8. října 2024 byl do funkce jmenován prezidentem Petrem Pavlem.
Ve volbách do Poslanecké sněmovny PČR v roce 2025 kandiduje jako člen hnutí KOA na 2. místě kandidátky hnutí STAN v Karlovarském kraji.